# Pamela Palenciano
Pamela Palenciano (Andújar, Xaém, 1982) é uma monologuista, comunicadora e ativista feminista espanhola, reconhecida internacionalmente por seu monólogo teatral No sólo duelen los golpes (Não só doem os golpes), um relato autobiográfico sobre a violência de gênero através do humor e a ironía.

## Biografia
Desde os 12 aos 18 anos manteve uma relação sentimental com um garoto. Durante esta época seu namorado maltratava-lhe e exercia violência sobre ela de maneiras muito diversas, chegando inclusive à tentativa de homicídio.
Conseguiu terminar sua relação quando mudou-se para começar seus estudos de Comunicação Audiovisual na Universidade de Málaga. Foi durante este período quando compreendeu que tinha sido maltratada. Começou então uma terapia psicológica e o contacto com movimentos feministas, entendendo que seu caso não era exclusivamente pessoal, sina que fazia parte de uma problemática global por viver numa sociedade patriarcal e machista.
Depois de licenciar-se, passou 8 anos vivendo em El Salvador para finalmente estabelecer-se de novo em Espanha.

## "No solo duelen los golpes"
Sua obra inspira-se numa das frases que lhe disse sua psicóloga em terapia: não só doem os golpes. Começou primeiro sendo uma exposição fotográfica na que contou o que tinha sentido e vivido, para transformar-se mais tarde num seminário de prevenção de violência vinculado a essas fotos.
Enquanto vivia em El Salvador, descobriu o teatro e reformulou o projecto para convertê-lo num monólogo dirigido tanto a escolas de ensino secundário como para o público em geral.
Na obra aborda desde sua própria experiência o mito do amor romântico, os ciúmes, o controle e a posse, a violência psicológica, sexual e física, ou a própria agressividade como consequência de viver com um agressor, bem como a recuperação e o estabelecimento de outro modelo de amor.
Tem escenificado Não só doem os golpes em vários países de América Latina e em numerosas cidades espanholas. Ademais tem recebido vários prêmios por sua contribuição à prevenção da violência machista nas escolas.

## Livros
- Si es amor, no duele (2017).[8]